# 科拉漢海底山
科拉漢海底山（英語：Colahan Seamount），又稱科拉漢海底平頂山，是一座位於太平洋夏威夷－皇帝海山鏈的海底平頂山。